# Christl Prager
Christl Prager (* 17. August 1948 in Wien als Christl Heider) ist eine österreichische Sängerin und Interpretin des Wienerliedes.

## Leben und Wirken
Christl Prager entstammte einer musikalischen Familie, lernte erst Frisörin und war dann als Schlagersängerin tätig, bis sie ab 1977 hauptsächlich zum Wienerlied kam. Sie nahm Platten auf und war u. a. in der Sendung Guten Abend am Samstag von Heinz Conrads zu Gast, wo sie sodann regelmäßig auftrat. Bekannt wurde sie weiters mit Auftritten und Aufnahmen mit ihrem Bruder Walter Heider.